# كريستيان يوهانسون (راقص)
كريستيان يوهانسون (الروسية: Иогансон, Христиан Петрович) (و. 1817 – 1903 م) هو راقص، ومصمم رقص، وراقص باليه، ومدرس من الإمبراطورية الروسية، والسويد، ولد في ستوكهولم، توفي في سانت بطرسبرغ، عن عمر يناهز 86 عاماً.